# Michal Stránský
Michal Stránský (* 1. června 1966 Uherské Hradiště) je český grafický designér, literární a divadelní autor. Žije ve Starém Městě u Uherského Hradiště.

## Životopis
V roce 2001 vystudoval dramatickou výchovu na Divadelní fakultě Janáčkovy akademie múzických umění v Brně. Po dokončení Střední průmyslové školy stavební ve Zlíně začal v roce 1984 pracovat jako programový pracovník Okresního klubu mládeže UHáčko v Uherském Hradišti-Starém Městě. Aktivně se účastnil listopadových událostí v Uherském Hradišti, později v roce 1990 se stal volebním manažerem okresního koordinačního centra Občanského fóra a v letech 1989–1992 byl členem městského zastupitelstva v Uherském Hradišti.

### Grafický design
Od roku 1994 pracuje jako samostatný grafický designer. Je autorem řady návrhů a sazeb knih a užité grafiky. Vytvořil vizuální styl institucí jak z neziskové (Centrum Veronica Hostětín, Tradice Bílých Karpat, Nadace Partnerství – Moravské vinařské stezky, Cyklisté vítáni), tak komerční sféry (Vinařství LAHOFER, Městská kina Uherské Hradiště a další). Spolupracuje se zahraničními organizacemi (World Wildlife Fund, Světová asociace zoologických zahrad a akvárií). Řadu let věnoval grafické práci pro Letní filmovou školu v Uherském Hradišti, kde připravoval grafické návrhy plakátů, letáků i tiskovin (katalogy, tematické brožury).

### Zážitková pedagogika
Byl dlouholetým aktivním (nyní čestným) členem občanského sdružen Prázdninová škola Lipnice. V letech 1993–1998 členem vedení tohoto spolku.
Je spoluzakladatelem a v prvních letech členem redakce a grafikem časopisu pro zážitkovou pedagogiku Gymnasion.

### Ochrana životního prostředí
Svůj zájem o otázky životního prostředí začal projevovat již v 80. letech 20. století, kdy v roce 1986 spoluzakládal základní organizaci Českého svazu ochránců přírody při Okresním klubu mládeže UHáčko a byl jeho prvním předsedou. Aktivně vystupoval v kontroverzních kauzách – byl spoluorganizátor benefičních koncertů proti vodnímu dílu Gabčíkovo-Nagymáros a průplavu Dunaj–Odra–Labe. Od roku 1993 spolupracuje s ekologickými hnutími (zejména s aktivitami Centra Veronica v Hostětíně).

## Ocenění
- Top design vína ČR 2015 – vítěz: Svatovavřinecké Rosé, Vinařství HANZEL[5]
- Top design vína ČR 2011 – vítěz: Rulandské šedé (v kontextu celkového vizuálního stylu Vinařství LAHOFER)[6]
- Nejkrásnější česká kniha roku 2010[7] – druhé místo v kategorii Učebnice a didaktické pomůcky v tištěné podobě soutěže, Book of English
- laureát kolektivní fotografické výstavy Ohlédnutí, neformálního „slováckého pressfota“[8]
- Mezinárodní folklorní festival ve Strážnici 1990 – laureát za verše k pořadu Leť, písničko, do světa (spolupráce na scénáři s L. Košíkovou a J. Poláškovou)

## Umělecká činnost (výběr)
Michal Stránský se věnuje poezii. Píše písňové texty, zejména pro divadelní inscenace (spolupráce se Slováckým divadlem a divadly v Chebu, Pardubicích, Ostravě, Praze). Spolupracuje s Jiřím Pavlicou a folklórním souborem Hradišťan. Fotografování považuje za přirozený a nezbytný spojovník všech těchto svých zájmů.
- 2019 – Sametová revoluce v Uherském Hradišti (Pavel Portl, Město Uherské Hradiště a Slovácké muzeum Uherské Hradiště, 2019) • velká kolekce fotografií z let 1987–1989
- 2019 – zastoupen v básnickém almanachu Terasa Zlínské literární tržnice
- 2019 – básnická sbírka Černé víno – básně z Dalmácie (Větrné mlýny, Brno)
- 2018 – Don G (Jihočeské divadlo České Budějovice, režie M. Švecová, hudební nastudování M. Peschík) • spoluscenárista (spolu s J. Šotkovským, M. Švecovou a T. Studeným) a autor textů operní inscenace
- 2016 – Domácí válka, „cyklistická opera“ na hudbu F. Schuberta (Operní studio Konzervatoře Brno, režie T. Studený a L. Košíková, dirigent T. Krejčí) • libreto
- 2012 – básnická sbírka Na hruškách nebe (Kniha Zlín)
- 2012 – Taneční soubor Hradišťan na festivalu UNESCO v Gangenungu (Jižní Korea) • dramaturgická spolupráce
- 2011 – Catulli Carmina, Orff, hudebně taneční inscenace (sólisté, klavíristé, Středoevropský soubor bicích nástrojů DAMA DAMA, The Czech Ensemble Baroque Choir, Taneční soubor Hradišťan, choreografie a režie L. Košíková, dirigent R. Válek, na objednávku mezinárodního operního festivalu Smetanova Litomyšl) • dramaturgická a režijní spolupráce
- 2010 – Třikrát je člověk, hudebně taneční inscenace (Hradišťan, hudba J. Pavlica, choreografie L. Košíková, scéna a kostýmy E. Jiřikovská) • texty, spolupráce na scénáři a režii
- 2010 – Zvoník u Matky boží, Hugo, Tarant, Mašková, Stránský (Národní divadlo Moravskoslezské Ostrava, režie M. Tarant, hudba D. Fikejz) • texty písní a podíl na scénáři
- 2009 – básnická sbírka Mezi okamžiky (vlastním nákladem)
- 2009 – Naši furianti, L. Stroupežnický (Slovácké divadlo, režie Igor Stránský, hudba J. Fojta) • texty písní
- 2008 – Spiklenci, V. Havel (Západočeské divadlo Cheb, režie F. Nuckols, hudba D. Fikejz) • text písně
- 2008 – Racek, A.P. Čechov (Východočeské divadlo Pardubice, režie Z. Dušek, hudba D. Fikejz) • texty písní
- 2008 – Tcháni aneb Jak neprovdat dceru, C. Goldoni (Slovácké divadlo, režie I. Stránský, hudba D. Fikejz) • texty písní
- 2003 – zastoupen v básnickém almanachu Cestou (Weles, Brno)
- 1998 – Šumař na svatbě, G. Gorin (Slovácké divadlo, režie I. Stránský, hudba Miloš Štědroň, choreografie L. Košíková) • texty písní
- 1995 – Skrytá tajemství – o svatých v lidovém kalendáři, hudebně taneční inscenace (Hradišťan, hudba J. Pavlica, choreografie L. Košíková) • texty, spolupráce na scénáři
- 1991 – Noc orgií v Nesleské věži aneb Kleštěnec z pralesa, P.-H. Cami (Malá scéna Slováckého divadla, režie I. Stránský a J. Gogola sen., hudba J. Gajdošík) • texty písní
- 1990 – Leť, písničko, do světa • verše k pořadu a spolupráce na scénáři (s L. Košíkovou a J. Poláškovou) pro Mezinárodní folklorní festival ve Strážnici
- 1989 – Hradišťu, Hradišťu • texty k pořadu a spolupráce na scénáři (s M. Pavlicovou a J. Pavlicou) pro Mezinárodní folklorní festival ve Strážnici
- 1988, 1989, 1991, 1991 – Buchlovská svíca, festival otevřeného folkloru • zakladatel a dramaturg